# Дорожаевское сельское поселение
Дорожа́евское се́льское поселе́ние — упразднённое муниципальное образование в составе Зубцовского района Тверской области, существовавшее в 2005 — 2022 годах.
Центр поселения — деревня Дорожаево.

## Географические данные
- Общая площадь: 106,9 км²
- Нахождение: северо-восточная часть Зубцовского района
  - Граничит:
    - на севере — со Старицким районом, Степуринское СП
    - на востоке — с Московской областью, Лотошинский район
    - на юге — с Московской областью, Шаховской район
    - на западе — с Ульяновским СП

Основные реки — Шоша и её приток Жабня.

## История
В составе Тверской губернии территория поселения входила в Зубцовский уезд. После ликвидации губерний в 1929 году территория поселения вошла в состав Погореловского района Западной области. В 1935 году Погореловский (Погорелогородищенский, Погорельский) район отошел к вновь образованной Калининской области. В 1960 Погорельский район упразднен, и территория поселения входит в Зубцовский район. В 1963 −1965 годах территория поселения входила в Ржевский район.
В середине XIX—начале XX века большинство деревень поселения относились к Дорожаевской волости Зубцовского уезда.
В 1994 году Дорожаевский и Ошурковский сельсоветы преобразованы в сельские округа.
Дорожаевское сельское поселение образовано в 2005 году, включило в себя территории Дорожаевского и Ошурковского сельских округов.
Законом Тверской области от 07.04.2022 № 9-ЗО муниципальное образование было упразднено с включением всех населённых пунктов в состав  Зубцовского муниципального округа.

## Население
На 01.01.2008 — 652 жителя.

## Населенные пункты
На территории поселения находятся следующие населённые пункты:
| Тип нп | Название         | Население (2008 год) |
| ------ | ---------------- | -------------------- |
| дер.   | Березниково      | 4                    |
| дер.   | Волосово         | 36                   |
| дер.   | Дорожаево        | 320                  |
| дер.   | Кулотино         | 36                   |
| дер.   | Озерецкое        | 6                    |
| село   | Хлопово Городище | 89                   |
| дер.   | Вершино          | 1                    |
| дер.   | Глебово          | 60                   |
| дер.   | Калачево         | 0                    |
| дер.   | Ковригино        | 0                    |
| дер.   | Коршиково        | 22                   |
| дер.   | Коськово         | 2                    |
| дер.   | Леоново          | 3                    |
| дер.   | Лещихино         | 8                    |
| дер.   | Ошурково         | 65                   |

## Воинские захоронения
На территории поселения находятся братские могилы солдат Красной Армии, погибших во время Великой Отечественной войны.

Список воинских захоронений на территории Дорожаевского сельского поселения.
| № захоронения в ВМЦ | Место захоронения | Захоронено всего | Захоронено известных | Захоронено неизвестных |
| ------------------- | ----------------- | ---------------- | -------------------- | ---------------------- |
| 69-128              | Вершино           | 41               | 41                   | 0                      |
| 69-129              | Дорожаево         | 19               | 19                   | 0                      |
| 69-149              | Озерецкое         | 21               | 0                    | 21                     |
| 69-150              | Ошурково          | 109              | 109                  | 0                      |

## Достопримечательности
- Усадьба Степановское-Волосово